# Stuart (Flórida)
Stuart é uma cidade localizada no estado americano da Flórida, no condado de Martin, do qual é sede. Foi incorporada em 1914.

## Geografia
De acordo com o United States Census Bureau, a cidade tem uma área de 23,3 km², onde 17,2 km² estão cobertos por terra e 6,1 km² por água.

## Demografia
Segundo o censo nacional de 2010, a sua população é de 15 593 habitantes e sua densidade populacional é de 905,3 hab/km². É a localidade mais populosa e a mais densamente povoada do condado de Martin. Possui 9 869 residências, que resulta em uma densidade de 573 residências/km².

## Geminações
- Hope Town, Ilhas Ábaco, Bahamas [4]